# Mawsonite
La mawsonite è un minerale.